# Loadintervall
Das Loadintervall ist ein Begriff aus dem Krafttraining mit Hanteln und Trainingsmaschinen.
Das Loadintervall bezeichnet die nächstmögliche Gewichtssteigerung bei der Verwendung einer Hantel oder einer Trainingsmaschine. Es ist abhängig von den verwendeten Hantelscheiben bzw. von der jeweiligen Maschine im Fitnessstudio. Typische Loadintervalle sind: 1; 2,5; 5; 10.  Das Loadintervall 2,5 bedeutet, dass bei der Verwendung einer Langhantel, auf jeder der beiden Seiten als kleinstes Gewicht 1,25 Kilogramm mehr Gewicht aufgelegt werden kann.